# Atletismo nos Jogos Pan-Americanos de 1991 - Revezamento 4x100 m masculino
A prova do revezamento 4x100 m masculino nos Jogos Pan-Americanos de 1991 foi realizada em 11 de agosto em Havana, Cuba.

## Medalhistas
| Ouro                                                               | Prata                                                               | Bronze                                                                                |
| CUB Cuba Leandro Peñalver Félix Stevens Jorge Aguilera Joel Lamela | CAN Canadá Donovan Bailey Mike Dwyer Peter Ogilvie Everton Anderson | ISV Ilhas Virgens Americanas Keith Smith Kevin Robinson Neville Hodge Derry Pemberton |

### Final
| Posição           | Nação                        | Nomes                                                        | Tempo | Notas |
| ----------------- | ---------------------------- | ------------------------------------------------------------ | ----- | ----- |
| Medalha de ouro   | CUB Cuba                     | Leandro Peñalver, Félix Stevens, Jorge Aguilera, Joel Lamela | 39.08 |       |
| Medalha de prata  | CAN Canadá                   | Donovan Bailey, Mike Dwyer, Peter Ogilvie, Everton Anderson  | 39.95 |       |
| Medalha de bronze | ISV Ilhas Virgens Americanas | Keith Smith, Kevin Robinson, Neville Hodge, Derry Pemberton  | 41.02 |       |
| 4                 | VIN São Vicente e Granadinas |                                                              | 42.04 |       |
| 5                 | BLZ Belize                   |                                                              | 43.82 |       |
| 6                 | USA Estados Unidos           | Andre Cason, Jon Drummond, Michael Bates, Jeff Williams      | DNF   | [ 2 ] |
| 6                 | JAM Jamaica                  |                                                              | DNF   |       |